# Leinsamen

Brauner Leinsamen mit Münze als Größenvergleich

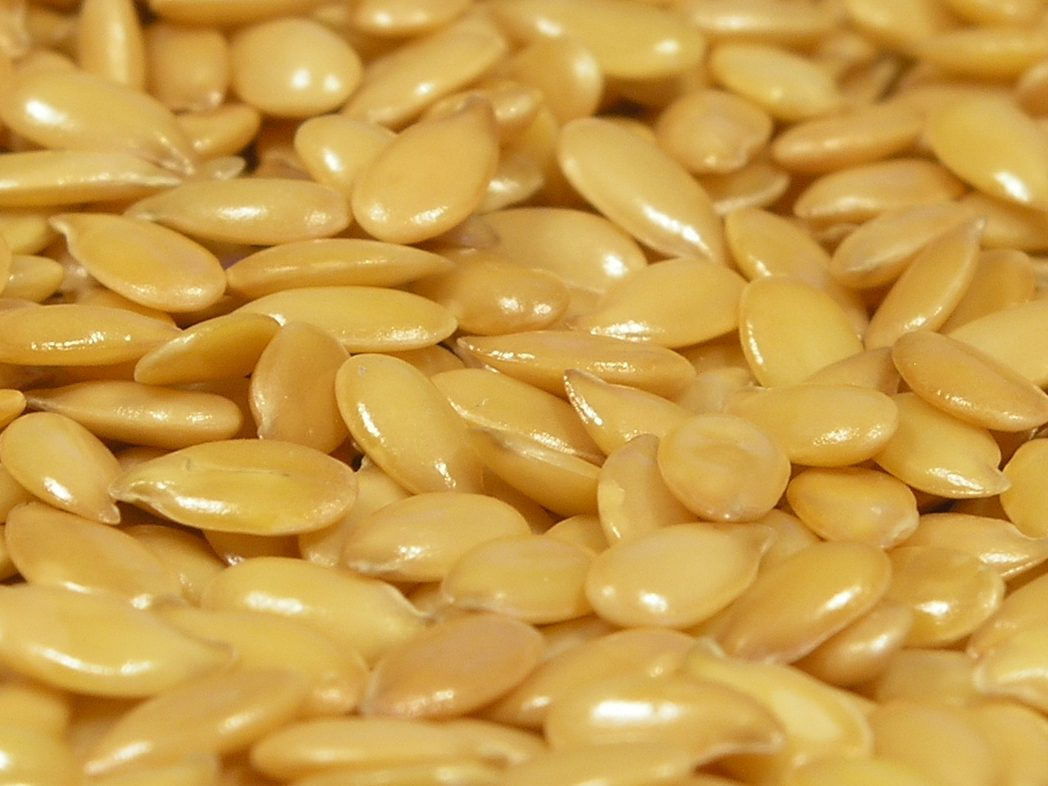
Gelber Leinsamen

Als Leinsamen (von mittelhochdeutsch līnsāme), häufig auch Leinsaat (von mittelhochdeutsch līnsat) genannt, werden die Samen des Flachses (Gemeiner Lein, Linum usitatissimum) bezeichnet.

## Beschreibung
Leinsamen haben je nach Sorte eine braune oder gelbe Schale, schmecken leicht nussig und enthalten etwa 40 % Fett (Leinöl). An diesem hat die mehrfach ungesättigte Omega-3-Fettsäure Alpha-Linolensäure einen Anteil von etwa 50 %. Leinöl hat damit eine der höchsten Konzentrationen von Omega-3-Fettsäuren aller bekannten Pflanzenöle. Weitere wichtige Inhaltsstoffe sind Schleimstoffe, Linamarin, Eiweiß, Lecithin; ferner Sterine, Plastochromanol, die Vitamine B1, B2, B6 und E sowie Nicotin-, Fol- und Pantothensäure.

## Wirtschaftliche Bedeutung
2021 wurden laut der Ernährungs- und Landwirtschaftsorganisation FAO weltweit etwa 3,3 Mio. t Leinsamen geerntet. Hauptproduzenten waren Russland, Kasachstan und Kanada.

## Verwendung

### Heilmittel
Leinsamen werden als ein natürliches und nicht apothekenpflichtiges Abführmittel bei einer Verstopfung verwendet. Die abführende – genauer: stuhlregulierende – Wirkung beruht darauf, dass in der Schale des Leinsamens Schleime enthalten sind, die durch Wasseraufnahme quellen (Muzilaginosum). Die Kotmasse wird auch erweicht. Die mit der Quellung einhergehende Volumenzunahme reizt die in der Darmwand befindlichen Dehnungsrezeptoren, so dass es zum Entleerungsreflex kommt.

Leinsamenschleim kann zum Schutz der Magenschleimhaut bei Gastritis als morgendliche Rollkur oder auf den Tag verteilt eingenommen werden. Es gibt Hinweise darauf, dass Leinsamenschleim auch Prostatakrebs vorbeugen kann.
Ganze Leinsamen wirken weniger intensiv als geschrotete, denn sie passieren oft in unveränderter Form den Magen-Darm-Trakt. Werden die Samenschalen dagegen durch Zerkleinern aufgebrochen, gelangen die Schleimstoffe, ebenso wie das Leinöl, nach außen und entfalten ihre positiven Effekte. Außerdem kann Leinsamen die Verdauung nur anregen, wenn genügend Flüssigkeit aufgenommen wird. Zu wenig Flüssigkeitszufuhr kann die Schleimstoffe im Darminneren verkleben. Im schlimmsten Fall kann sich ein Darmverschluss entwickeln. Geschrotete Samen wirken stärker, halten sich jedoch nur für kurze Zeit im Kühlschrank, denn beim Zerkleinern werden Fettsäuren freigesetzt, die sich rasch zersetzen. Im Falle eines erlittenen Darmverschlusses, bei Verengung der Speiseröhre, des Magens oder des Darms oder einer akuten Entzündung im Magen-Darm-Bereich sollte Leinsamen nicht angewendet werden.
Gepulverter Leinsamen und so genannter Leinkuchen (der Presskuchen ist Nebenprodukt der Leinölproduktion) werden für erweichende und schmerzlindernde breiige Umschläge bzw. als heiße Packung bei Gallenblasenkolik und anderen Erkrankungen der Leber und Galle verwendet. Die im Leinkuchen enthaltenen, wasserlöslichen Lignane besitzen antioxidative Wirkungen und werden in der Medizin zur Brustkrebsbehandlung miteingesetzt.

### Gefahren und empfohlene Dosis
Leinsamen enthalten cyanogene Glycoside (Linustatin und Neolinustatin). Diese Blausäure-Vorstufen entsprechen nach ihrer Umwandlung einer Menge von rund 50 mg Blausäure auf 100 g Leinsamen. Blausäure ist hochgiftig, denn schon 1–2 mg Blausäure pro kg Körpermasse wirken tödlich. Der geringe Wassergehalt der Samen, der zu saure pH-Wert im Magen und der Abbau durch Rhodanasen soll Vergiftungen bei Aufnahme normaler Mengen verhindern. Jede vorherige Erhitzung durch Backen, Kochen oder Braten soll darüber hinaus die Glykoside zerstören.

#### Studien
In einer Veröffentlichung kommt die Europäische Behörde für Lebensmittelsicherheit (EFSA – European Food Safety Authority (Europäische Behörde für Lebensmittelsicherheit)), welche sich mit einer Vielzahl von Studienergebnissen auseinandersetzte, zu dem Schluss, dass aufgrund der geringen Datenlage der bisherigen Studien eine Vorgabe chronisch gesundheitsbasierter Orientierungswerte von cyanogenen Glycosiden bezogen auf die Gesundheit von Menschen und Tieren, nicht bereitgestellt werden könne. Ein Wert von 20 μg/kg-Körpergewicht für Cyanide sei in einigen Studien bei cyanogenen Glycosiden um bis zu einem 2,5-fachen überschritten worden. Es sei unwahrscheinlich, dass diese Überschreitung nachhaltigen Einfluss auf die Gesundheit der untersuchten Kinder und jungen Erwachsenen habe.

#### Verzehrempfehlung
Das Bundesinstitut für Risikobewertung hält den Verzehr von unbehandeltem Leinsamen für unbedenklich, wenn der Verzehr eines gehäuften Esslöffels (15 Gramm) pro Mahlzeit eingehalten wird. Allerdings können Leinsamen die Aufnahme von wichtigen Arzneimitteln über den Darm behindern, weswegen der Verzehr zeitversetzt zu Medikamenteneinnahmen empfohlen wird.
Laut neueren Angaben des schwedischen Livsmedelsverket (der staatlichen Lebensmittelbehörde Schwedens) wird vom Verzehr von hohen Dosen geschrotetem oder gemahlenem Leinsamen abgeraten, da es keine ausreichenden Belege dafür gebe, inwieweit giftige Stoffe durch Erhitzen zerstört werden.
Aufgrund der hohen Menge an enthaltenen Cadmium wird empfohlen, täglich nicht mehr als 20 g Leinsamen zu verzehren.

### Weitere Verwendungen
Leinsamen wird in größeren Mengen als Zutat für Lebensmittel verwendet, hauptsächlich in Backwaren und Müsli. Große Mengen werden zu Leinöl gepresst, das als hochwertiges Speiseöl, als Therapeutikum sowie vor allem auch in technischen Anwendungen genutzt wird. Leinkuchen wird an Nutztiere verfüttert oder als Düngemittel ausgebracht.
Leinöl ist ein aus ernährungsphysiologischer Sicht sehr wertvolles Speiseöl, da es mehr als 90 % ungesättigte Fettsäuren enthält, was auch die Jodzahl 170–190 anzeigt. Es polymerisiert schnell und eignet sich damit hervorragend zur Herstellung von Ölfarben. Die Aufbewahrung aller Leinsamenprodukte sollte daher in dunklen, luftdicht schließenden Gefäßen erfolgen.

### Gentechnisch verändertes Saatgut
Von 1996 bis 2001 war in Kanada die gentechnisch veränderte, gegen bestimmte Herbizide resistente Flachssorte Triffid zugelassen. Trotz des folgenden weltweiten Anbau- und Verkaufsverbots (bzw. der fehlenden Genehmigungen) wurde bei ersten Kontrollen im Jahr 2009 in Deutschland genmanipulierter Leinsamen in Lebensmitteln nachgewiesen, Nachweise in weiteren europäischen Ländern folgten. Große deutsche Handelsketten entfernten daraufhin Produkte, die möglicherweise genmanipulierten Leinsamen enthielten, aus ihren Regalen.
Infolge der Vermengung der aus Kanada importierten Leinsamen mit genmanipuliertem Saatgut verwendeten viele Lebensmittelproduzenten keine Leinsamen aus Kanada mehr: Die Preise brachen ein und die kanadische Leinsamen-Industrie bangte um ihre Existenz. Die kanadische Leinsamen-Vereinigung vereinbarte mit der EU als wichtigstem Abnehmer (70 % der kanadischen Exporte) obligatorische Tests für ihre Produkte, um wenigstens einen Teil der Ernten noch absetzen zu können. Die Vereinigung bemüht sich seither, das Problem durch kontrollierten Anbau, regelmäßige Tests und Appelle an die Landwirte in den Griff zu bekommen.